# Walter Sutton (vận động viên)
Walter Sutton (phiên âm quốc tế: /wɔːltə ˈsʌtn/, phiên âm Việt: Oan-tơ Sa-tân) là vận động viên chạy nước rút người Canada, được nhắc đến vì đạt huy chương vàng trong thế vận hội Olympic tổ chức năm 1952 tại Helsinki.
Ông có tên đầy đủ là Walter John Sutton, sinh ngày 15 tháng 10 năm 1932. Ông đã thi đấu môn chạy nước rút ở nội dung 100 mét, 200 m và 400 m cho nam giới, tại Thế vận hội Mùa hè 1952.